# Фолиньо
Фоли́ньо (итал. Foligno) — старинный город в Италии, в области Умбрия, на реке Топино к юго-востоку от Перуджи.
Население составляет 53 818 человек (на 2005 г.), плотность населения составляет 204,09 чел./км². Занимает площадь 263,7 км². Почтовый индекс — 6034. Телефонный код — 0742.
Покровителями коммуны почитаются Дева Мария (Madonna del Pianto), святые Фелициан из Фолиньо и Мессалина из Фолиньо. Праздник ежегодно празднуется 24 января.

## История и культура
Современный Фолиньо унаследовал свою регулярную планировку от античного Фульгиния (Fulginium), который до прихода римлян населяли умбры. Горожане держали в своих руках основной перевал через Апеннины, соединяющий Умбрию с берегом Адриатики.
В Средние века Фолиньо спорил за главенство в Умбрии с Перуджей. Формально он входил в Папскую область, но в 1305—1439 гг. реальная власть в городе принадлежала семейству Тринчи. В эпоху кватроченто в Фолиньо сформировалась собственная умбрийская художественная школа, представленная, в частности, Никколо Алунно. Картина Рафаэля Мадонна Фолиньо (1511-12) в настоящее время хранится в Ватиканской пинакотеке.
Современный город возник после землетрясения 1832 года и бомбардировок Второй мировой войны. Из памятников старины уцелели сильно повреждённый собор (1133—1201), романская церковь Санта-Мария-Инфра-Портас и палаццо Тринчи (1389—1407), в котором размещаются археологический и художественный музеи. В палаццо Орфини было в 1472 г. напечатано первое издание «Божественной комедии».

Фолиньо расположено на равнине, в том месте, где железнодорожная линия разделяется на две ветви; одна идет в Перуджию, другая — в Анкону. Из всех маленьких умбрийских городов Фолиньо самый оживленный, торговый и современный. В сущности, это только большая, очень зажиточная умбрийская деревня. Здесь есть заводы и торговые склады, но почему-то здесь не помнишь ни о трубах, ни о витринах, а все только о романских кампаниле, старинных церквах и капеллах. Лицо города не искажено, в нём есть тихие, залитые солнцем площадки, покосившиеся порталы церквей XIII века, тесные стены средневековых дворцов. В нём есть много работ старинных художников, которые усердно славили здешних «тиранов» Тринчи.— Павел Муратов. «Образы Италии»

## Города-побратимы
- Джемона-дель-Фриули, Италия
- Ла-Лувьер, Бельгия
- Сибукава, Япония

## Известные уроженцы
- Алунно, Никколо (1430—1502) — итальянский художник умбрийской школы.
- Антимо Либерати (1617—1692) — итальянский музыкальный теоретик, композитор и певец.
- Пьермарини, Джузеппе (1734—1808) — итальянский архитектор эпохи Просвещения.